# 妖精の丘に
『妖精の丘に』（ようせいのおかに、英語: In the Faëry Hills）は、アーノルド・バックスが作曲した交響詩。1909年に作曲され、1910年にロンドンで初演された。本作は『エール』と名付けられた交響詩3部作の第2作目である。曲はバックスが高く称賛した詩人ウィリアム・バトラー・イェイツの『アシーンの放浪』に着想を得て書かれている。バックスはアイルランド語を用いて本作に『An Suagh Sidhe』という別名を付している。

## 概要
王立音楽アカデミーに在学中の1900年から1905年の時期以降、バックスはアイルランドとケルトの民謡に強く惹かれていた。アカデミーを卒業して数年のうちに彼は3部作の交響詩を作曲し、それらをまとめて『エール』（Eire）という題を与えた。本作は『黄昏に』（1908年）に続き、『ロスカーサ』（1910年）に先立つ3部作のうち2番目の作品である。本作は残る2曲よりも人気が高く、また3部作の中で唯一バックスの生前に出版された楽曲でもある。バックスは1901年に初めてエドワード・エルガーと出会っており、本作はエルガーの助言を受けたヘンリー・ウッドの委嘱によって書かれた。
バックスは楽曲の由来について次のように書いている。「ブランドン山の麓でW B [イェイツ]の魔法に囲まれながらこの雰囲気を思いついた - 私の手柄は何もない、なぜなら私はケリーそれ自身のものだったのだから。」彼が作品のプログラム・ノートに書いたところでは、彼は「アイルランドの最奥の深み、窪みの中に『隠された人々』の乱痴気騒ぎを暗示しようと」したのだという。
この作品はイェイツの詩集『アシーンの放浪』を文学的な礎としている。アイルランドの英雄アシーンと彼の詩に恋をした妖精の姫ナイアムは、彼に自分が居る不死の島々に来るよう説得を試みる。彼は不死の人々に自分が歓びの歌だと考えた歌を聞かせるが、不死の人々は単なる世俗的な喜びは受け入れがたいと考えた。
But when I sang of human joy

A sorrow wrapped each merry face,

And, Patrick! by your beard, they wept,

Until one came, a tearful boy;

"A sadder creature never stept

Than this strange human bard," he cried;

And caught the silver harp away,

And, weeping over the white strings, hurled

It down in a leaf-hid, hollow place

That kept dim waters from the sky;

And each one said, with a long, long sigh,

"O saddest harp in all the world,

Sleep there till the moon and the stars die!"
不死の人々はアシーンを「粗野で前触れのない踊り」へと押しやるが、それは「時間と運命と機会を嘲笑するものだった」のである。
バックスはこの寓話の筋書きをなぞろうとはしていないが、詩の雰囲気のなにがしかを伝えんとしている。曰く、彼が試みたのは「西欧の人々が美しくもしばしば恐ろしく感じる自らの妖精たちを思い浮かべる時の感情に近い、神秘的で遠く離れた雰囲気の中に音楽を包み込む」ことであったという。コメンテーターのルイス・フォアマンとマーシャル・ウォーカーの見立てでは、中間部はアシーンが粗野な踊りに興じる不死の人々に捉えられた場面に霊感を受けているのだという。
この作品が『エール』3部作の中で最長で、演奏時間は15分ほどである。『黄昏に』（1908年）は約13分、『ロスカーサ』は約11分となっている。

## 初演、評価
本作の初演は1910年8月30日にクイーンズ・ホールで開催されたプロムナード・コンサートにおいて、ウッドの指揮で行われた。評価は賛否両論だった。『マンチェスター・ガーディアン』紙の評論家は「バックス氏は然るべき神秘の雰囲気を幸せな様子で示してみせた」と書いたが、『オブザーバー』紙はこの作品は「非常に決め手に欠けて不満足であったが、付いていくのは困難ではなかった」とした。『タイムズ』紙は一部の箇所でワーグナーとドビュッシーの派生である「かなり2番煎じの語法」を指摘しているが、それでも「まったくの個性的な部分もまだ大量にある」とした。『ミュージカル・タイムズ』誌は「聴衆が必ず感じることのできる神秘的な魅力」を賞賛しつつも、曲の一貫性は「ただちには認められない」と記している。